# Ligne Kusatsu
La ligne Kusatsu (草津線, Kusatsu-sen) est une ligne ferroviaire du réseau West Japan Railway Company (JR West) dans les préfectures de Mie et Shiga au Japon. Elle relie la gare de Tsuge à la gare de Kusatsu.
La ligne Kusatsu constitue la ligne C du réseau urbain de la JR West dans l'agglomération d'Osaka-Kobe-Kyoto.

## Histoire
La ligne a été entièrement ouverte entre 1889 et 1890 par les chemins de fer du Kansai. La ligne est nationalisée en 1907.

## Caractéristiques

### Ligne
- Longueur : 36,7 km
- Écartement : 1 067 mm
- Électrification : 1 500 Vcc
- Nombre de voies : Voie unique

### Tracé
|  |

### Services
Tous les trains sont omnibus. Certains trains continuent à Kusatsu sur la ligne Biwako vers Kyoto aux heures de pointe du matin et du soir.

### Liste des gares
| Gare     | Nom japonais | Distance depuis Tsuge (km) | Correspondances                                                  | Ville   | Ville               |
| -------- | ------------ | -------------------------- | ---------------------------------------------------------------- | ------- | ------------------- |
| Tsuge    | 柘植         | 0                          | JR West : Kansai                                                 | Iga     | Préfecture de Mie   |
| Aburahi  | 油日         | 5,3                        |                                                                  | Kōka    | Préfecture de Shiga |
| Kōka     | 甲賀         | 7,4                        |                                                                  | Kōka    | Préfecture de Shiga |
| Terashō  | 寺庄         | 10,5                       |                                                                  | Kōka    | Préfecture de Shiga |
| Kōnan    | 甲南         | 12,5                       |                                                                  | Kōka    | Préfecture de Shiga |
| Kibukawa | 貴生川       | 15,3                       | Shigaraki Kohgen Railway : Shigaraki Ohmi Railway : Ohmi Railway | Kōka    | Préfecture de Shiga |
| Mikumo   | 三雲         | 20,5                       |                                                                  | Konan   | Préfecture de Shiga |
| Kōsei    | 甲西         | 24,3                       |                                                                  | Konan   | Préfecture de Shiga |
| Ishibe   | 石部         | 27,6                       |                                                                  | Konan   | Préfecture de Shiga |
| Tehara   | 手原         | 32,7                       |                                                                  | Rittō   | Préfecture de Shiga |
| Kusatsu  | 草津         | 36,7                       | JR West : Biwako (interconnexion)                                | Kusatsu | Préfecture de Shiga |

## Matériel roulant

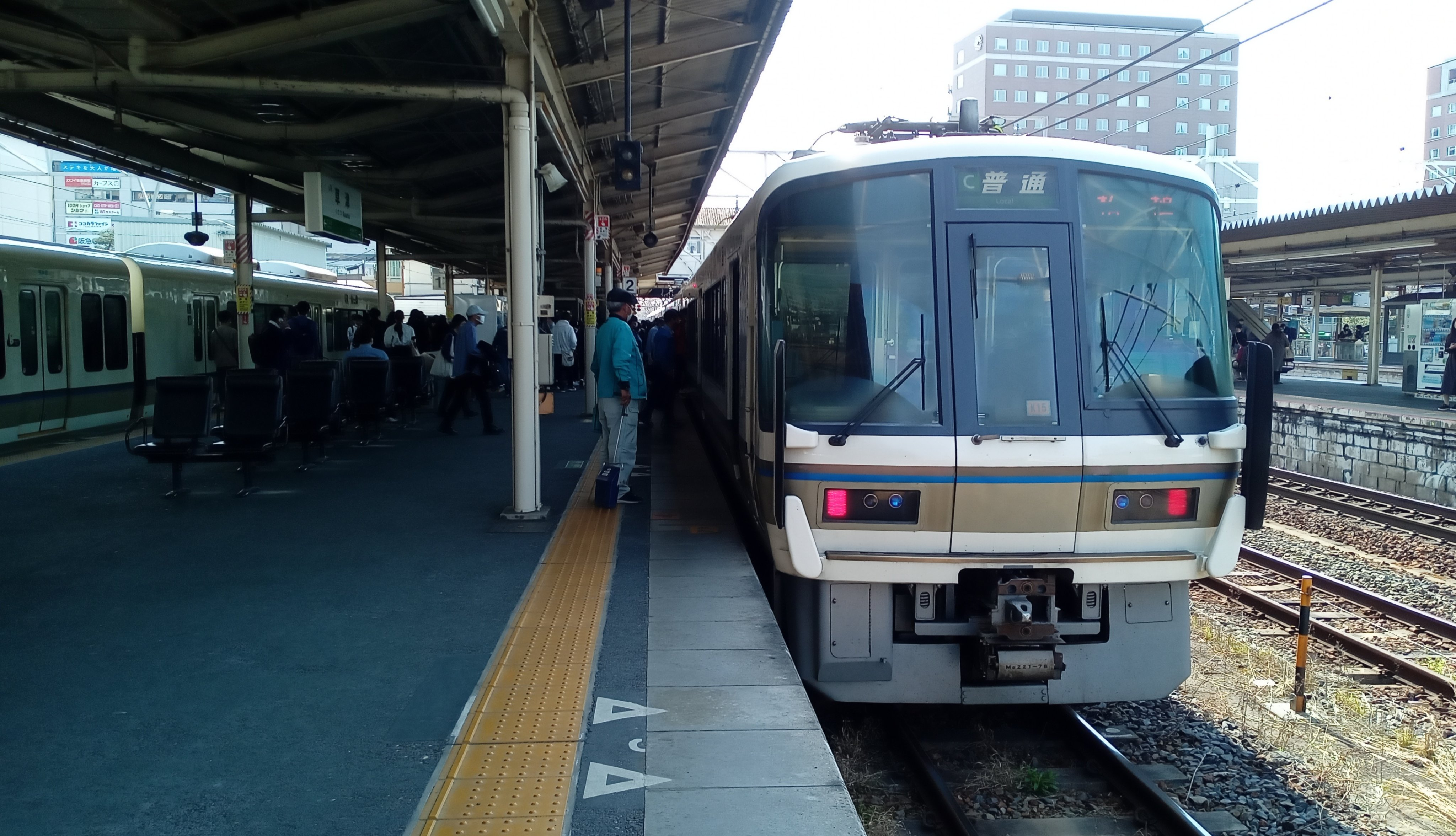
Série 221
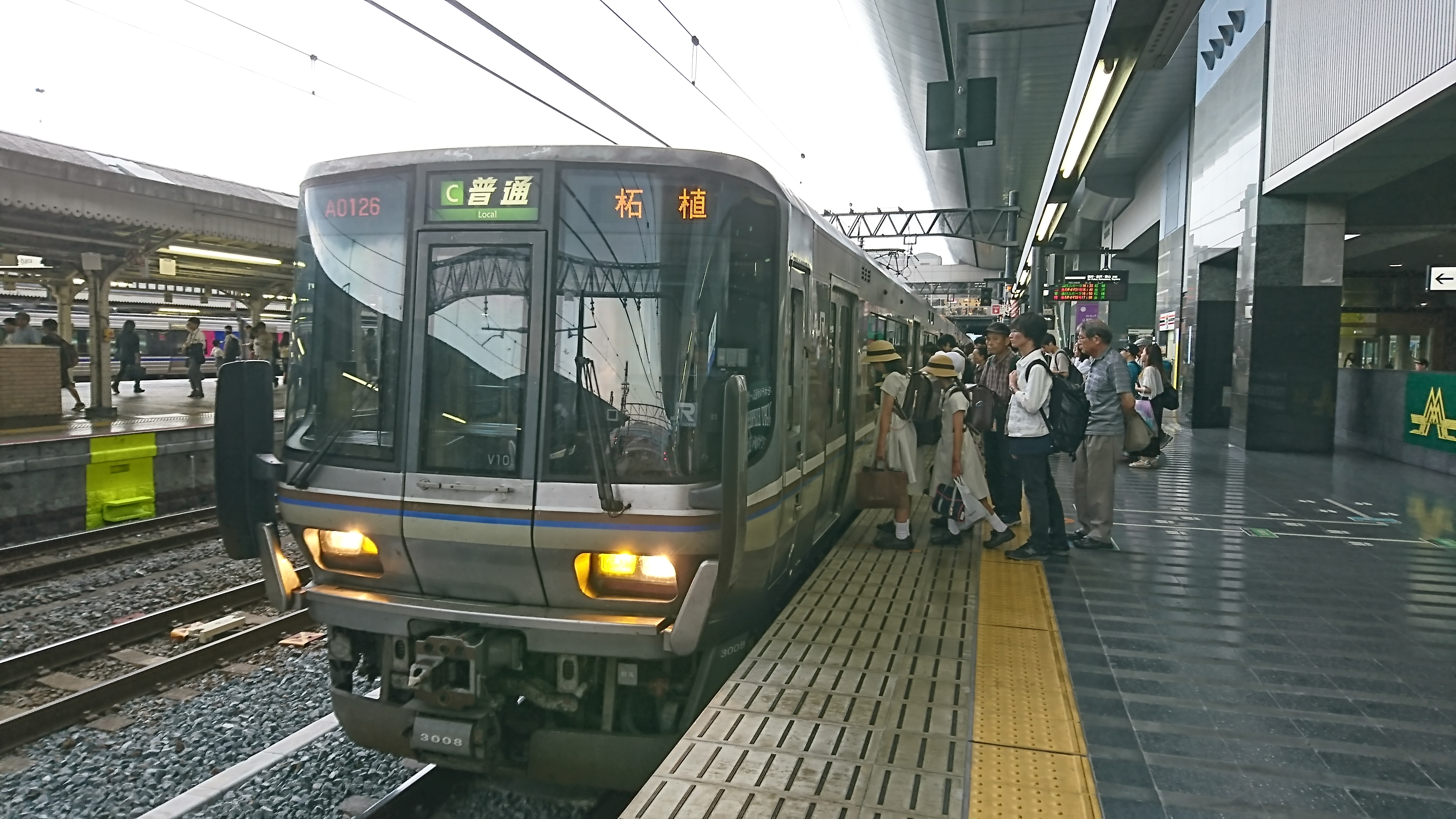
Série 223
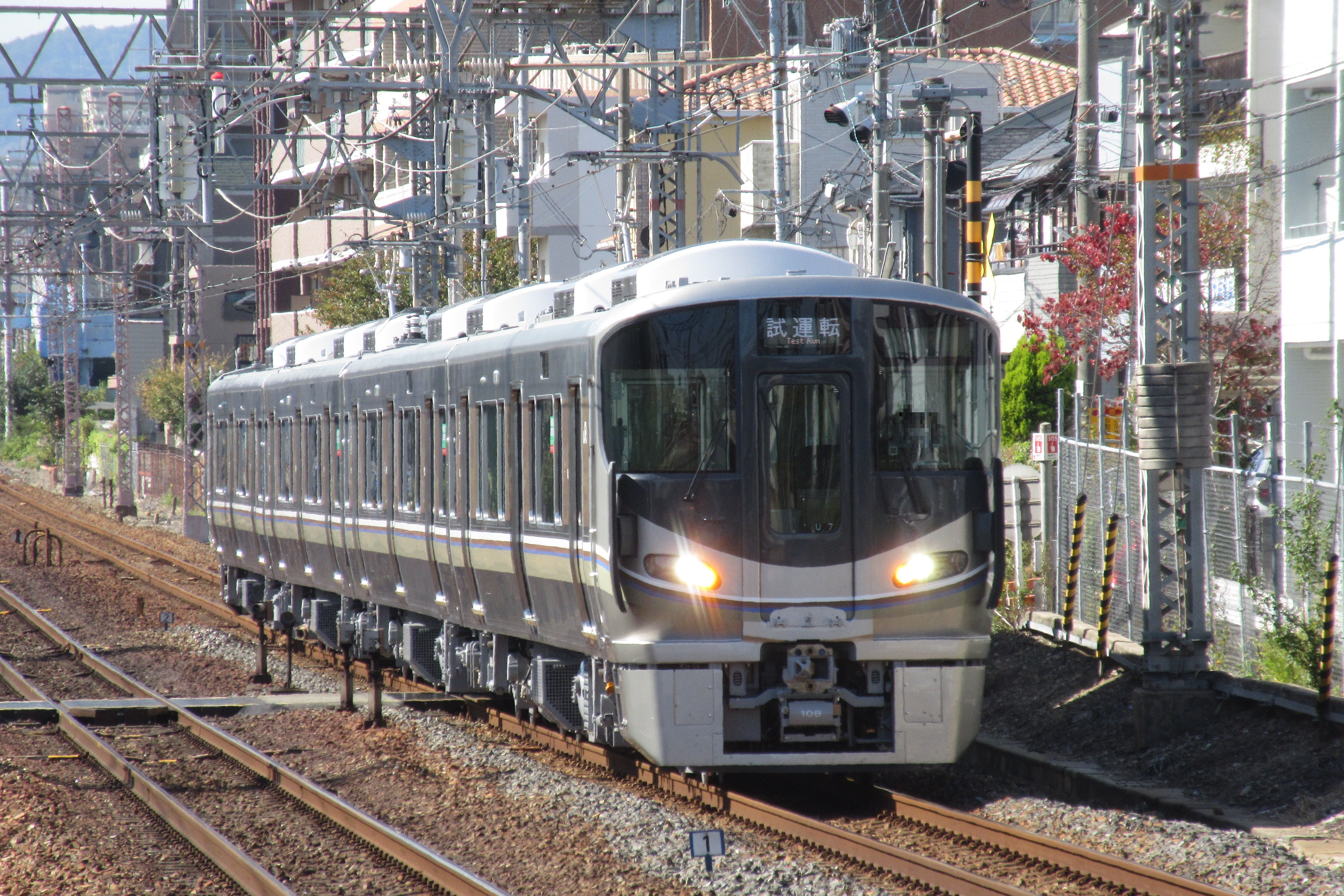
Série 225